# ニュージーランド文学
ニュージーランド文学（ニュージーランドぶんがく、英語: New Zealand literature）はニュージーランドの人々によって書かれた文学である。

## 解説
マオリ文化やマオリ語を使っている。19世紀にヨーロッパ人がニュージーランドに到着し入植する以前、マオリ文化は強い口承の伝統を持っていた。初期のヨーロッパ人入植者たちは、ニュージーランドを旅し、探検した経験を書き残した。イギリス文学とは異なる「ニュージーランド文学」という概念が生まれたのは20世紀になってからで、作家たちが風景、孤立、ニュージーランドの国民的アイデンティティといったテーマを探求し始めた。20世紀後半にはマオリの作家が目立つようになり、マオリの言語と文化はニュージーランド文学の中でますます重要な位置を占めるようになった。
ニュージーランド文学は、読者層の拡大、文学賞やフェローシップを通じた作家への財政的支援や宣伝、文芸誌や雑誌の発展を通じて、近代ニュージーランド文化の主要な部分を占めるまでに発展した。
キャサリン・マンスフィールド、フランク・サルゲソン（Frank Sargeson）、ジャッキー・スツルム（Jacquie Sturm）、ジャネット・フレーム（Janet Frame）、パトリシア・グレース（Patricia Grace）、ウィティ・イヒマエラ（Witi Ihimaera）、モーリス・ジー、キャサリン・チッジー、ナイオ・マーシュ、ケリ・ヒュルム（Keri Hulme）、エレノア・キャットン（Eleanor Catton）、詩人ジェームス・K・バクスター（James K. Baxter）、フルール・アドクセント（Fleur Adcton）、フルール・アドコック、セリーナ・トゥシタラ・マーシュ、ホネ・トゥワレ、児童文学作家のマーガレット・メイヒーとジョイ・カウリー、歴史家のマイケル・キングとジュディス・ビニー、劇作家のロジャー・ホールらが、長年にわたって国内外で高い評価を得ている。

## 歴史

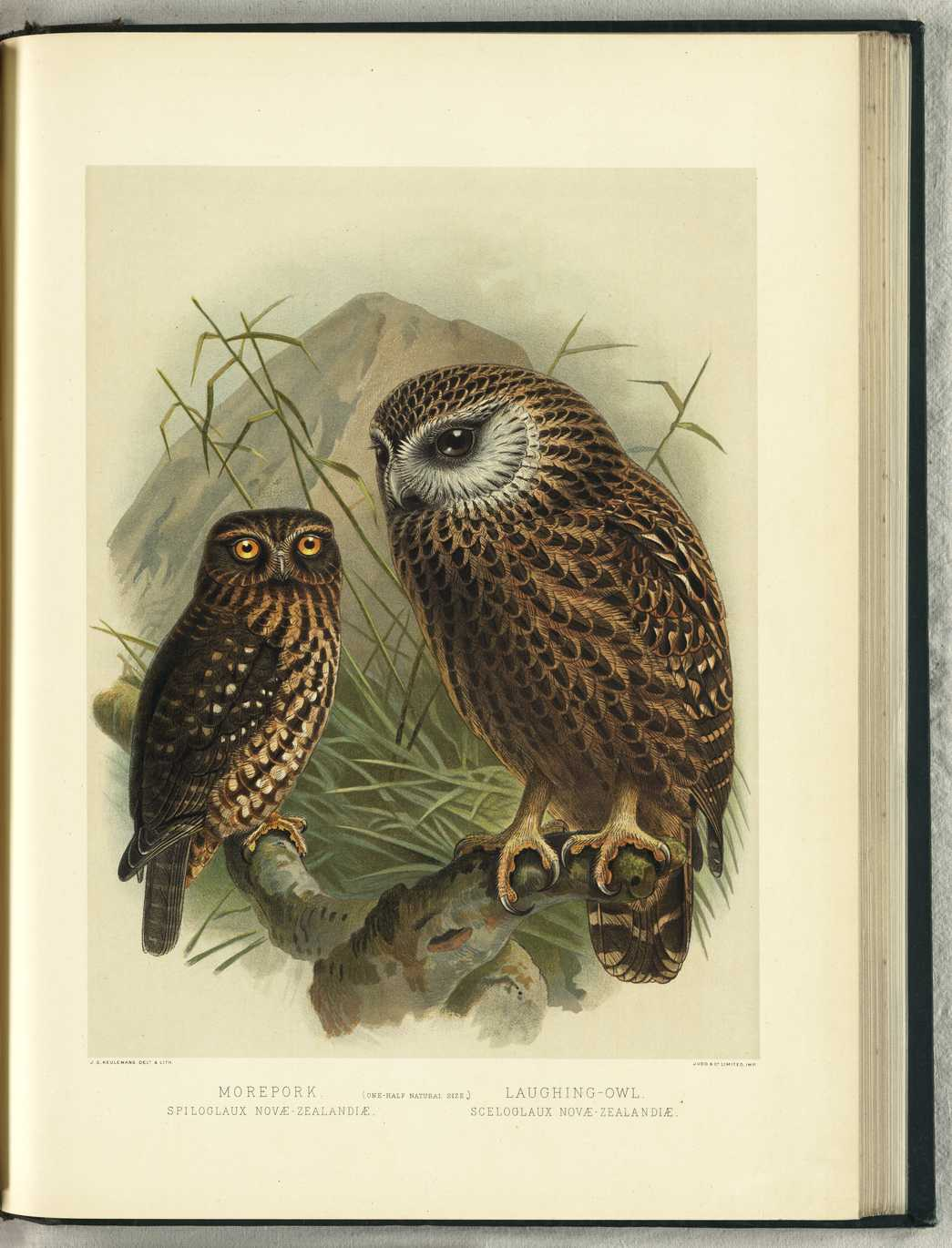
ウォルター・ブラーの『A History of the Birds of New Zealand』に掲載された、ジョン・ジェラード・キューレマンスによるモアポーク（左）と絶滅した笑いフクロウ（右）のイラスト。第2版。1888年発行。